# Verbena pinetorum
Verbena pinetorum är en verbenaväxtart som beskrevs av Harold Norman Moldenke. Verbena pinetorum ingår i släktet verbenor, och familjen verbenaväxter. Inga underarter finns listade i Catalogue of Life.